# Varanus ornatus
Varanus ornatus (в перекладі з латини прикрашений варан) (Daudin 1803) – вид варанів з підроду Polydaedalus. Раніше вважався підвидом нільського варана і мав назву Varanus niloticus ornatus. Вважається окремим видом з 2003 року.

## Опис та відмінності від нільського варана

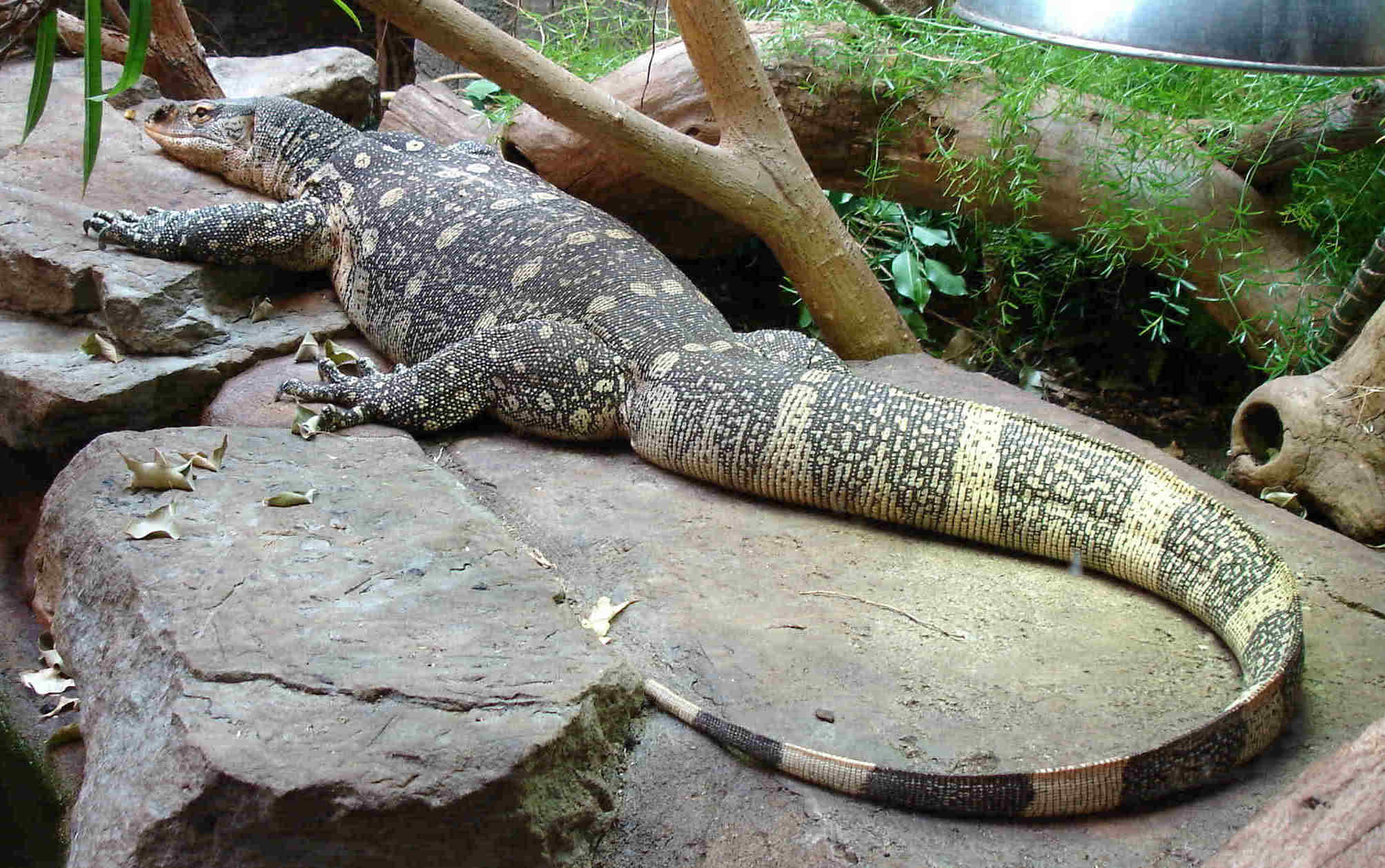
Розгодований в неволі Varanus ornatus

В цілому Varanus ornatus схожий на нільського варана, але масивніший і дещо коротший. 
Забарвлення зверху від оливково-зеленого до чорного з жовтуватими відмітинами на шиї. На спині у тварини жовті плями зібрані в 3-5 поперечних смуг, в той час як в нільського варана їх 6-9. Окрім того у прикрашеного варана ці ряди йдуть від плеча до стегон, а у нільського досягають основи хвоста. Брюхо жовтувато-сіре з поперечними смугами. Язик рожевий з червоним чи фіолетовим відтінком в той час як в нільського варана він синювато-чорний. 
Голова широка з притупленим опуклим писком. Її форма є однією з головних відмінностей з нільським вараном в якого голова клиноподібна й значно вужча. 
Ніздрі округлі, розташовані ближче до очей ніж до носа. Луска на голові дрібна. Навколо середини тіла приблизно 160 рядів лусок. Хвіст сильно стиснутий з боків в низьким спинним гребенем. 
Varanus ornatus може досягати довжини до 180 сантиметрів, в деяких джерелах вказується до 2 метрів. 

## Поширення
Varanus ornatus мешкає у рівнинних тропічних лісах та луках Центральної та Західної Африки.

## Спосіб життя
Живе поблизу водойм. Харчується крабами, комахами, багатоніжками та дрібними гризунами. Мешкає у великих норах. 